# 肯普普适定理
1876年，Alfred B. Kempe发表了他的文章“On a General Method of describing Plane Curves of the nth degree by Linkwork"，该文章表明，对于任意平面代数曲线，可以构建绘制该曲线的连杆。连杆和代数曲线之间的这种直接联系已被命名为肯普普适定理（英語：Kempe's Universality Theorem）。